# Tushita
Tushita (em páli: Tusita; em sânscrito: तुषित; romaniz.: Tuṣita; em tibetano: དགའ་ལྡན་; Wylie: dga' ldan; em chinês: 兜率天; romaniz.: Dōushuò Tiān; em japonês: Tosotsu Ten; em coreano: 두솔천; romaniz.: Tusol Ch'ŏn; em vietnamita: Đāu suất thiên) ou Reino Alegre é um dos paraísos celestiais dos seis céus do reino dos desejos, onde reside o bodisatva Maitreya.